# Aragon (Georgia)
Aragon es un pueblo ubicado en el condado de Polk en el estado estadounidense de Georgia. En el censo de 2000, su población era de 1.039.

## Demografía
En el 2000 la renta per cápita promedia del hogar era de $31,053, y el ingreso promedio para una familia era de $39,167. El ingreso per cápita para la localidad era de $15,084. Los hombres tenían un ingreso per cápita de $28,250 contra $21,406 para las mujeres.

## Geografía
Aragon se encuentra ubicado en las coordenadas 34°2′43″N 85°3′27″O / 34.04528, -85.05750 (34.045252, -85.057384).
Según la Oficina del Censo, la localidad tiene un área total de 2,8 km² (1,1 mi²).